# UTC+2

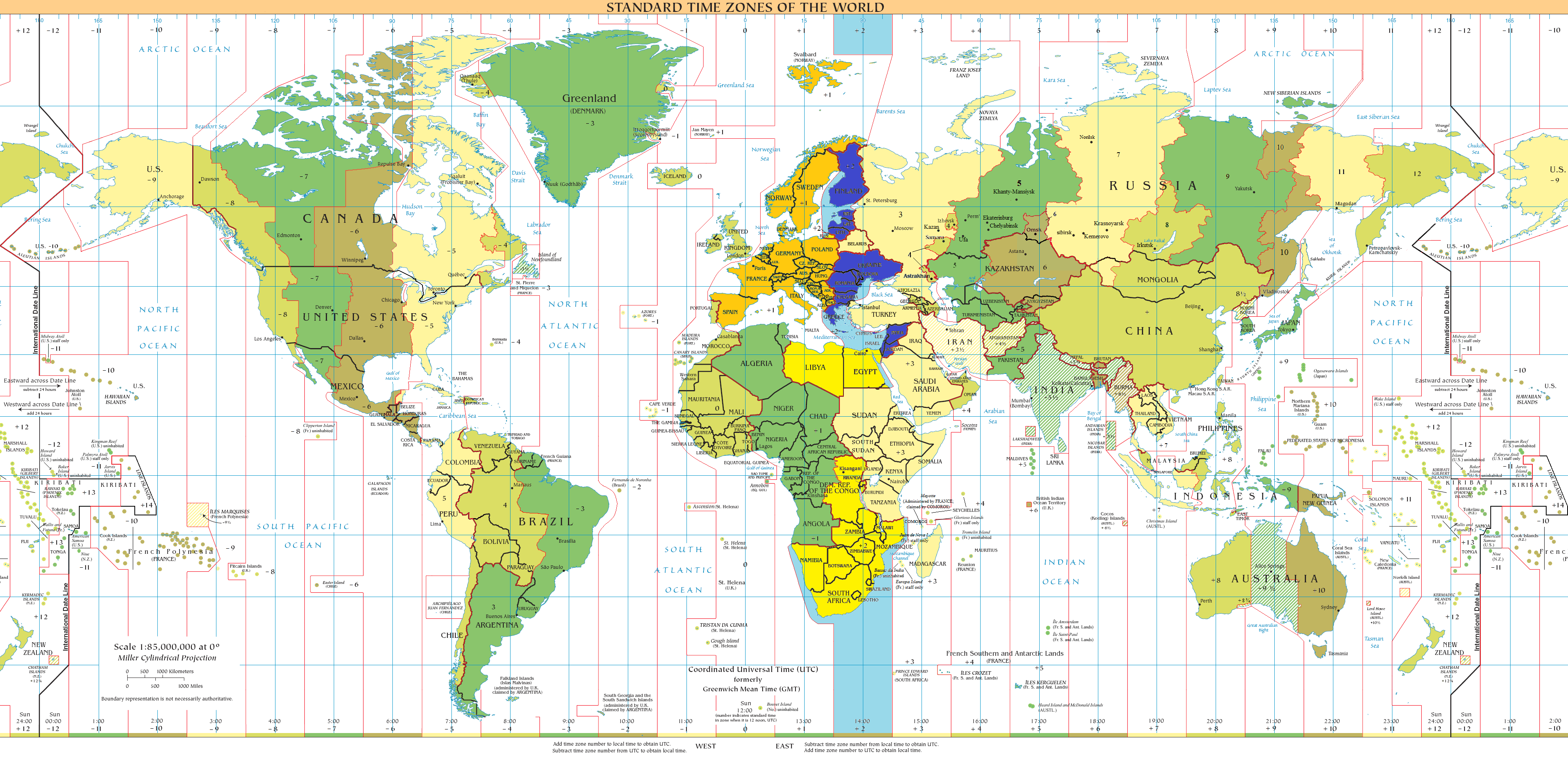
UTC+2: 青-12月前後に適用、橙-6月前後に適用、黄-通年適用、水色-海域

UTC+2とは、協定世界時を2時間進ませた標準時である。

## タイムゾーン

### 標準時（通年）
- 中央アフリカ時間 - CAT
  -  コンゴ民主共和国
    - ルブンバシを含む東部

  -  ザンビア
  -  ジンバブエ
  -  スーダン
  -  ナミビア
  -  ブルンジ
  -  ボツワナ
  -  マラウイ
  -  南スーダン
  -  モザンビーク
  -  ルワンダ
- 東ヨーロッパ時間 - EET
  -  リビア
- 南アフリカ標準時 - SAST
  -  エスワティニ
  -  南アフリカ共和国
  -  レソト
  -  ナミビア
- ロシア
  - カリーニングラード時間 - USZ1

### 標準時（北半球冬）
- イスラエル
- パレスチナ
- エジプト
- 東ヨーロッパ時間 - EET
  -  アクロティリおよびデケリア（イギリス領）
  -  ウクライナ（ロシアとの帰属係争地域を除く）
  -  エストニア
  -  キプロス
  -  ギリシャ
  -  フィンランド
    -  オーランド諸島を含む

  -  ブルガリア
  -  モルドバ
    - 沿ドニエストル共和国を含む

  -  ラトビア
  -  リトアニア
  -  ルーマニア
  -  レバノン

### 標準時（南半球冬）
- 南極
  - トロル基地（英語版）（夏時間はUTC±0）

### 夏時間（北半球）
- 中央ヨーロッパ夏時間 - CEST
  -  アルバニア
  -  アンドラ
  -  イタリア
  -  オーストリア
  -  オランダ（ヨーロッパ・オランダに限る）
  -  北マケドニア
  -  クロアチア
  -  コソボ
  -  サンマリノ
  -  ジブラルタル（イギリス領）
  -  スイス
  -  スウェーデン
  -  スペイン（カナリア諸島を除く）
  -  スロバキア
  -  スロベニア
  -  セルビア
  -  チェコ
  -  デンマーク（グリーンランド、フェロー諸島を除く）
  -  ドイツ
  -  ノルウェー
    - スヴァールバル諸島およびヤンマイエン島を含む

  -  バチカン
  -  ハンガリー
  -  フランス（海外領土を除く）
  -  ベルギー
  -  ポーランド
  -  ボスニア・ヘルツェゴビナ
  -  マルタ
  -  モナコ
  -  モンテネグロ
  -  リヒテンシュタイン
  -  ルクセンブルク